# George Charles Wallich
George Charles Wallich (Calcutá, 1815 — 1899)  foi médico e biólogo marinho britânico.